# Лебедев, Евгений Иванович (токарь)
Евгений Иванович Лебедев (27 мая 1925 — 29 октября 2014) — передовик советского машиностроения, токарь Красноярского машиностроительного завода имени Ленина Министерства общего машиностроения СССР, Герой Социалистического Труда (1966).

## Биография
Родился в 1925 году в рабочем посёлке Озёры Московской губернии. Член КПСС.
В 1941 году поступил учиться в ремесленное училище в городе Коломне. В начале Великой Отечественной войны вместе с училищем был эвакуирован в Красноярск. В 1942 году приступил к трудовой деятельности токарем 5-го разряда цеха №2 завода №4 имени Ворошилова. Изготавливал детали для автоматической зенитной установки 61-К. 
С 1942 года — на хозяйственной, общественной и политической работе. В 1942—1995 гг. — токарь на заводе № 4 имени Ворошилова Министерства вооружения/оборонной промышленности СССР — заводе № 1001 Государственного комитета Совета Министров СССР по оборонной технике — Красноярском машиностроительном заводе имени В. И. Ленина Министерства общего машиностроения СССР — ОАО «Красмаш».
21 января 1966 года представлен к званию Героя Социалистического Труда решением № 27 заседания бюро Красноярского крайкома КПСС. Указом Президиума Верховного Совета СССР от 26 июля 1966 года за достижение высоких показателей в производстве продукции машиностроения Евгению Ивановичу Лебедеву было присвоено звание Героя Социалистического Труда с вручением ордена Ленина и золотой медали «Серп и Молот».
Избирался депутатом Верховного Совета РСФСР 7-го созыва. Депутат Красноярского городского Совета депутатов. 
29 мая 1995 года после 53 лет трудовой деятельности вышел на заслуженный отдых. 
Умер в 2014 году в Красноярске.

## Награды
За трудовые успехи был удостоен:
- золотая звезда «Серп и Молот» (26.07.1966)
- орден Ленина (26.07.1966)
- другие медали.